# Nausithoos (Phéacien)
Pour les articles homonymes, voir Nausithoos.
Dans la mythologie grecque, Nausithoos (en grec ancien Ναυσίθοος / Nausíthoos) est roi des Phéaciens.
Il est principalement cité dans l’Odyssée, lors du séjour d'Ulysse chez les Phéaciens : fils de Poséidon et Péribée, il a deux fils, Alcinoos et Rhexénor. C'est lui qui établit son peuple en Schérie, délaissant l'Hypérie, pays des « Cyclopes insolents qui les opprimaient, étant beaucoup plus forts qu'eux ». Il est décrit comme un héros civilisateur par Homère, qui « bâtit un mur autour de la ville, éleva des demeures, construisit les temples des dieux et partagea les champs ».
Selon une tradition rapportée par Apollonios de Rhodes, il règne sur Macris (actuelle Corfou) et purifie Héraclès du meurtre de ses enfants. Plus tard, il donne à Hyllos (fils d'Héraclès) une colonie de Phéaciens avec lesquels celui-ci part fonder une nouvelle cité.

## Sources
- Apollonios de Rhodes, Argonautiques [détail des éditions] [lire en ligne] (IV, 539).
- Homère, Odyssée [détail des éditions] [lire en ligne] (VI, 4 et suiv. ; VII, 56 et suiv.).